# Get Yer Ya-Ya's Out! The Rolling Stones in Concert
Get Yer Ya-Ya's Out! The Rolling Stones in Concert er et live album fra The Rolling Stones, der blev udgivet i 1970.

## Historie
Af mange, inklusive The Rolling Stones, blev dette betragtet som deres første officielle live udgivelse til trods for at der i 1966,dog kun i USA, udkom Got Live if You Want It! som resultat af en obligatorisk pligt.
De havde ikke været på tour siden april 1967, og de var ivrige for at komme ud igen. Med deres to nylige udgivende albums Beggars Banquet og Let It Bleed som begge var meget succesfulde, var publikummet forventningsfulde. Deres amerikanske tour 1969, i november og december, sammen med Terry Reid, B. B. King (nogle af dagene erstattet af Chuck Berry) og  Ike and Tina Turner solgte fuldt hus. 
Tour er bemærkelsesværdig da det var Mick Taylors første sammen med The Rolling Stones, efter at have erstattet Brian Jones kort tid før Jones død, og for at guitarspillet fungerede så godt mellem Keith Richards og Taylor. 
Optagelserne, til udgivelsen af albummet, blev fanget mellem den 27. og 28. november 1969 i New Yorks Madison Square Garden, mens ”Love in Vain” blev optaget i Baltimore den 25. november 1969. 
Albummets cover blev taget tidligt i februar 1970 i London, og stammer ikke fra optagelserne i 1969. Billedet viser Charlie Watts sammen med nogle guitar og trommer der hænger på et muldyr, og det blev inspireret af teksten på Bob Dylans sang ”Visions of Johanna”. 
Get Yer Ya-Ya's Out! The Rolling Stones in Concert blev udgivet i september 1970 – mens indspilningerne til deres næste studiealbum Sticky Fingers var i fuld gang – og det fik gode anmeldelser. Den blev nummer 1. i England og 6. i USA, hvor den solgte platin.
Udover opsamlingsalbums var dette det sidste Rolling Stones album der blev udgivet af Decca Records i England og London Records i USA, derefter blev det udgivet af deres eget Rolling Stones Records.

## Spor
- Alle sangene er skrevet af Mick Jagger and Keith Richards udtaget hvor andet er påført.

1. "Jumpin' Jack Flash" – 4:02
2. "Carol" (Chuck Berry) – 3:47
3. "Stray Cat Blues" – 3:41
4. "Love in Vain" (Robert Johnson,) – 4:57 
  - Originalt krediteret som en traditional Jagger og Richards.
5. "Midnight Rambler" – 9:05
6. "Sympathy for the Devil" – 6:52
7. "Live with Me" – 3:03
8. "Little Queenie" (Chuck Berry) – 4:33
9. "Honky Tonk Women" – 3:35
10. "Street Fighting Man" – 4:03

## Musikere
- Mick Jagger – vokal, harmonika
- Keith Richards – Guitar, Kor
- Mick Taylor – Guitar
- Bill Wyman – Bas
- Charlie Watts – Trommer
- Ian Stewart – Klaver på Chuck Berry-numrene